# Borostyán-barlang (Pilisszentkereszt)
A Borostyán-barlang a Duna–Ipoly Nemzeti Parkban lévő Pilis hegységben, Pilisszentkereszten található egyik barlang.

## Leírás
A Borostyán-barlang Pilisszentkereszt külterületén, fokozottan védett területen helyezkedik el. A barlangnak a Vaskapu-völgy felső elágazásától Ny-ra induló völgy É-i oldalában, az elágazástól kb. 90 m-re vannak a bejáratai. A Szoplák-völgyi-barlang bejáratával szemben kell felkapaszkodni azokhoz a borostyánfüggönnyel fedett sziklákhoz, melyek a Borostyán-barlangot rejtik. A Borostyán-barlang mindegyik bejárata szűk és a barlang járatai sem túl tágak. A 16 m hosszú barlang triász mészkőben jött létre, és ásványkincsekben nem túl gazdag. Továbbkutatásra még alkalmas lehet az üreg. A könnyen megközelíthető barlang megtekintéséhez nem szükséges engedély. Bejárásához barlangjáró alapfelszerelés használata szükséges.
1982-ben volt először Borostyán-barlangnak nevezve a barlang az irodalmában.

## Kutatástörténet
Az 1967-ben napvilágot látott, Pilis útikalauz című könyvben meg van említve, hogy a Szoplák-völgyi-barlang környékén, a Vaskapu-völgyben sok kis üreg bújik meg a bokrok között. Az 1974-ben megjelent, Pilis útikalauz című könyvben, a Pilis hegység és a Visegrádi-hegység barlangjainak jegyzékében (19–20. old.) meg van említve, hogy a Pilis hegység és a Visegrádi-hegység barlangjai között vannak a Vaskapu-völgyi barlangok. A Pilis hegység barlangjait leíró rész szerint egy erdei kunyhó mellett befordul a kék négyzet jelzésű turistaút a Vaskapu-völgybe, majd kb. fél km után, az út mellé lehúzódó sziklás hegyoldalban üregek és kis barlangok egész sora található. Ezek a vaskapu-völgyi barlangok (kőfülkék, sziklaodúk), amelyek közül kiemelkedik méreteivel, cseppköveivel és érdekes formáival a Pilis-barlang.
A Labor MIM/EKB Esztergomi Karszt- és Barlangkutatók 1982. évi jelentésében szó van arról, hogy a csoport 1982. november 21-én felfedezte a Pilis hegységben található Vaskapu-völgyben lévő Borostyán-barlangot. A kéziratban van egy Mátéfi László által készített, Vaskapu-völgyet szemléltető térképvázlat (1. melléklet). Ezen a helyszínrajzon látható a Borostyán-barlang földrajzi elhelyezkedése. A térképvázlaton jelölve van az É-i irány. A 3. melléklet a Borostyán-barlang alaprajz térképe, amelyet Mátéfi László készített. Az alaprajz térképen jelölve van az É-i irány. Az 1982. évi MKBT Beszámolóban meg van említve, hogy a Labor MIM/EKB Esztergomi Karszt- és Barlangkutatók 1982-ben feltáró kutatást végeztek a Pilis hegységben lévő Borostyán-barlangban.
Az 1983. évi MKBT Műsorfüzetben az olvasható, hogy a Labor MIM Esztergomi Karszt- és Barlangkutatók 1982. november 21-én a Vaskapu-völgyben (Pest megye, Pilis hegység) találtak egy 0,6×1×1,5 m-es üreget. Ennek feltöltött fenékszintjét 1 m-rel süllyesztették, és így fedeztek fel egy járatot, mely négy különböző irányba fut szét. A csoport tagjai a Borostyán-barlang nevet adták a még kicsi, feltárásra váró, hidrotermális keletkezésű üregnek. A Magyar Ifjúság 1983. január 14-ei számában meg van említve, hogy az Esztergomi Karszt- és Barlangkutatók nevű csoport fedezte fel a Jóreménység-barlang mellett elhelyezkedő Borostyán-barlangot.
Az 1991-ben megjelent útikalauzban meg van ismételve az 1974-ben kiadott útikalauzban lévő rész, amely a vaskapu-völgyi barlangokat ismerteti, azzal a különbséggel, hogy az erdei kunyhó mellett a piros jelzésű turistaút fordul be a Vaskapu-völgybe. Az 1996. évi barlangnap túrakalauzában meg van említve, hogy a vaskapu-völgyi barlangok, kőfülkék és sziklaodúk közül mind méretével, mind érdekes formáival, cseppköveivel kiemelkedik a Pilis-barlang.

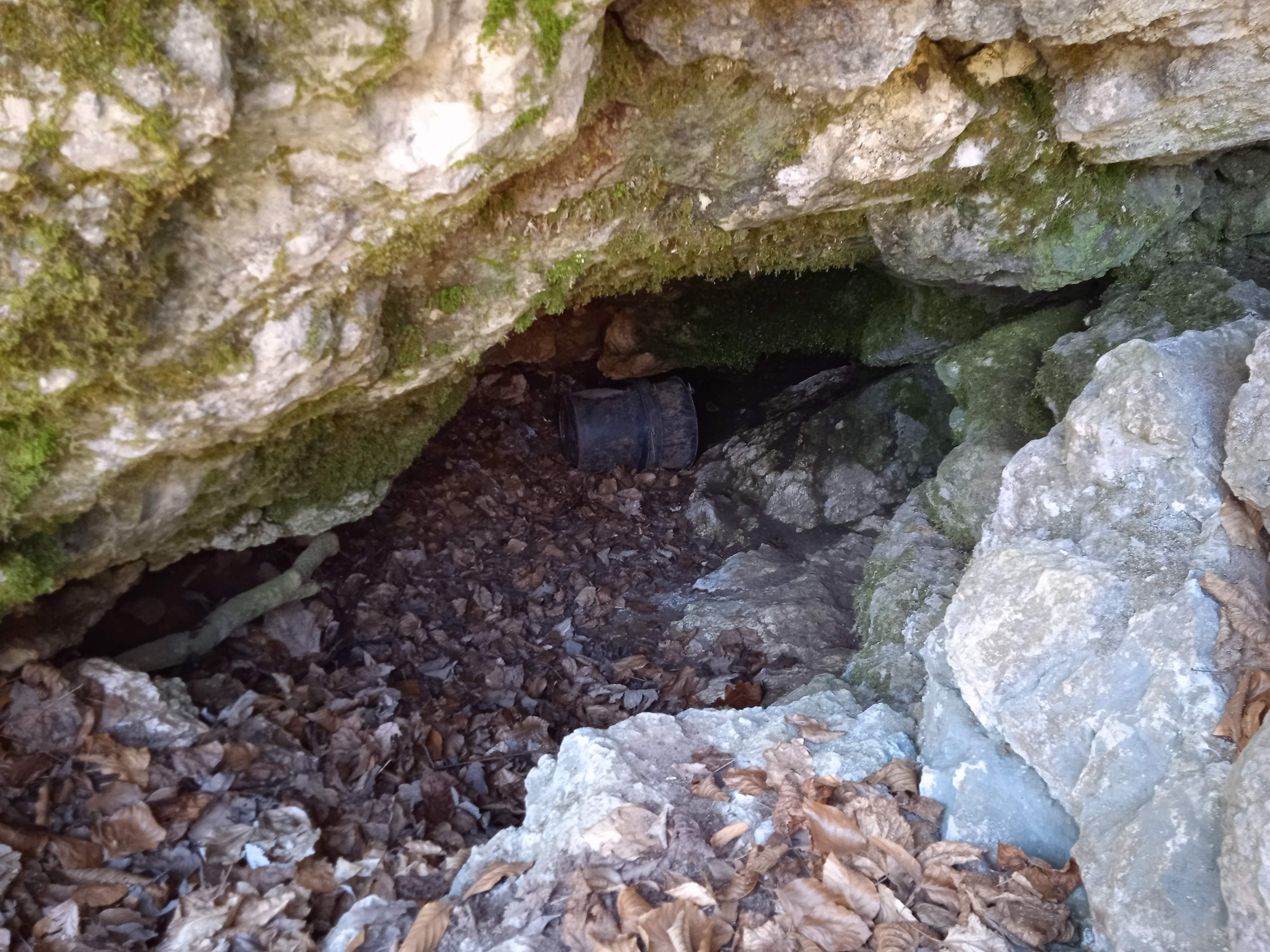
A Borostyán-barlang bejárati része

1997-ben Regős József és Kraus Sándor felmérték a barlangot, majd 1997-ben elkészítették a felmérés felhasználásával a Borostyán-barlang (4840-es barlangkataszteri terület) alaprajz térképét és 8 keresztszelvény térképét. Az alaprajz térképen megfigyelhető a 8 keresztszelvény elhelyezkedése a barlangban. A térképek 1:50 méretarányban mutatják be a barlangot. A térképlapon jelölve van az É-i irány. 1997. májusban Kraus Sándor rajzolt egy helyszínrajzot, amelyen a Pilis-barlang környékén lévő üregek földrajzi elhelyezkedése van ábrázolva. A rajzon látható a Borostyán névvel jelölt barlang földrajzi elhelyezkedése. Kraus Sándor 1997. évi beszámolójában az olvasható, hogy az 1997 előtt is ismert Borostyán-barlangnak volt térképe 1997 előtt, de 1997-ben elkészült a barlang új térképe. Elképzelhető, hogy beomlott a barlang. A jelentésbe bekerült az 1997-ben készült helyszínrajz.
A Szent Özséb Barlangkutató Egyesület 2017. évi jelentésében szó van arról, hogy 2016 januárjában vette észre a csoport a Borostyán-barlangból kigőzölgő meleg levegőt. A völgyben haladó útról is látni lehetett a barlangbejárat felett lévő falra kicsapódó zúzmarát. A meleg levegő előbukkanási helyén, a bal oldali lyuk bal ágában nem volt sem egyértelmű, sem könnyű a bontómunka. A másik irányban (bal oldali lyuk jobb ága) végzett munka azonban gyors sikert eredményezett. Itt a szálkő tágítása után sikerült átbújni egy ember számára járható kis fülkébe, amely a laza, humuszos, borzalmos kitöltés eltávolítása után kényelmes lett, dolgozni tud benne egyszerre több ember is. A járat előre (a hegy felé) és kifelé (a felszín felé) is bontható. Előre kb. 5–6 m-t haladtak a csoport tagjai, ahol szálkőben is szűkült és többfelé ágazott. Ezek egy része róka vagy más állat által szétkoptatott és bezsírozott falú fejletlen szálkőjárat, de lefelé visszakanyarodva is halad (azt azonban még nem tudták részletesen átnézni). Elképzelhető, hogy kintebb, a fülke legtágabb részén lenne érdemes lefelé bontani, mert itt úgyis minden mindennel összefügg. Ha van folytatás lentebb, akkor ott valószínűleg hamarabb elérik, mint a róka számára járható szálkőjáratok erőszakos tágításával. Egyelőre ez a fő csapásirány ebben a barlangban.
A barlang jobb oldali felében (amely a definíció szerint különálló barlang lenne, de ugyanaz a barlangkataszteri száma) is jelentős felszínre termelő bontást végeztek a tagok, melynek az lett az eredménye, hogy az egykori szűk kuszoda eleje egy kényelmes fülkévé változott. Itt is hasonló a kitöltés. A bontás folytatásával több helyen is lehetőség lesz a bal oldali barlanggal egybekapcsolásra (a lámpa fénye már átlátszik), amelynek eredményeként a Borostyán–Borostyán-barlangrendszer hossza elérheti kb. a 25 m-t. Az eddig ismertetett barlangok alatt egy harmadik (illetve, ha a jobb oldali barlang két bejárata kettőnek van véve, akkor egy negyedik), új lyukat találtak a külszínen. Ez a lyuk a jobb oldali barlangtól kb. 1 m-rel van lejjebb. Megbontották ezt is, és az minden bizonnyal a bal oldali barlangba (az új fülkébe) fog kapcsolódni. A kéziratba bekerült a barlang alaprajz térképe (1:50 méretarány), amelyen a 2017-ben felfedezett részek is ábrázolva vannak. A jelentésben van egy olyan színes fénykép, amely a 2017-ben feltárt új fülkét mutatja be.